# Ясміна Реза
Ясміна Реза (фр. Yasmina Reza; нар. 1 травня 1959, Париж) — французька письменниця, драматургиня, акторка і сценаристка, найбільш відома своїми п'єсами «Мистецтво» та «Бог різанини» . Багато її коротких сатиричних п'єс відображають сучасні проблеми середнього класу.

## Біографія
Батько Ясміни Рези був родом з Росії, походив з бухарських євреїв. Він був інженером, бізнесменом та піаністом, її мати була скрипалькою з Будапешта й походила з угорських євреїв Під час нацистської окупації її батько був депортований з Ніцци в табір інтернованих Дрансі . На початку своєї кар'єри Реза грала у кількох нових п'єсах, а також у п'єсах Мольєра та Маріво.
1987 року Ясміна Реза написала п'єсу «Бесіди після поховання», яка була відзначена премією Мольєра для найкращого автора (французький еквівалент премії Тоні). Наприкінці 1980-х років Реза переклала сценічну версію оповідання Кафки «Перевтілення». 1990 року її друга п'єса « Зимова подорож» також була відзначена премією Мольєра, а наступна п'єса «Випадкова людина» з успіхом ішла в театрах Англії, Франції, Скандинавії, Німеччини та Нью-Йорку.
1994 року в Парижі відбулася прем'єра п'єси «Мистецтво», яка втретє принесла авторці премію Мольєра, цього разу в категорії «найкращого автора». Відтоді п'єса має незмінний успіх, перекладається та виконується понад 30 мовами. У 1996—1977 роках лондонська постановка цієї п'єси, яку прод'юсували Девід П'ю та Дафідд Роджерс, отримала премію Лоуренса Олів'є.
У вересні 1997 року вийшов друком перший роман Ясміни Рези «Hammerklavier», 2001 року була опублікована її наступна прозова книжка «Розчаруавання». 2007 року з'явився її довгий репортаж "L'Aube le Soir ou la Nuit " («Світанок, вечір або ніч»), написаний після передвиборчих поїздок з Ніколя Саркозі. Ця публікація викликала справжній фурор у Франції.
24 листопада 2007 року відбулася прем'єра нової п'єси Рези «Die Dieu du Carnage» («Бог різанини»), поставлена режисером Юргеном Гошем, у Цюріху. Постановка отримала премію Віденського театру «Нестрой» за найкращу німецькомовну виставу сезону. П'єса «Бог різанини» була також поставлена в Лондоні в березні 2008 року, режисером виступив Меттью Варчус, переклад здійснив Крістофер Гемптон, у головних ролях були задіяні Ральф Файнс, Тамсін Грейг, Джанет Мактір та Кен Стотт. Лондонська постановка здобула премію Лоуренса Олів'є за найкращу нову комедію, яку від імені авторки прийняв перекладач Крістофер Гемптон. 2009 року прем'єра вистави відбулася на Бродвеї з акторами Джеймсом Гандольфіні, Джеффом Деніелсом, Марсією Ґей Гарден та Гоуп Девіс й була відзначена премією Тоні.
У співпраці з Романом Поланскі Реза на основі п'єси «Бог Різанини» написала сценарій, за яким 2011 року Поланскі зняв фільм «Різанина» . Стрічка була номінована на Європейський кіноприз і виграла премію Сезар за сценарій, окрім того фільм отримав Маленького золотого лева на 68-му Венеційському міжнародному кінофестивалі .

## Нагороди та відзнаки
- 1987 р. — Премія Мольєра для найкращого автора («Розмови після поховання»)
- 1988 р. — Премія Мольєра за переклад («Перевтілення»)
- 1990 р. — Премія Мольєра за найкращу постановку («Зимовий переїзд»)
- 1994 р. — Премія Мольєра для найкращого автора, за найкращу п'єсу та найкращу постановку («Мистецтво»)
- 1998 р. — Премія Лоуренса Олів'є за найкращу комедію («Мистецтво»)
- 1998 р. — Премія «Тоні» за найкращу п'єсу («Мистецтво»)
- 2000 р. — Велика премія Французької академії за драматургію
- 2005 р. — Літературна премія газети Die Welt[21]
- 2009 р. — Премія Лоуренса Олів'є за найкращу комедію («Бог різанини»)
- 2009 р. — «Тоні» за найкращу п'єсу («Бог різанини»)
- 2012 р. — Нагорода Сезар 2012 р. (Франція) за найкращий сценарій (адаптований) за «Бог різанини».
- 2016 р. — Премія Ренодо, «Вавилон»[22]

## Твори

### П'єси
- Conversations après un enterrement (1987).
- La Traversée de l'hiver (1989).
- Art (1994).
- L'Homme du hasard (1995).
- Trois versions de la vie (2000).
- Une pièce espagnole (2004).
- Le Dieu du Carnage (2006).
- Bella figura (2015).

### Романи
- Hammerklavier (1997).
- Une désolation (1999).
- Adam Haberberg (2003).
- Nulle part (2005).
- Dans la luge d'Arthur Schopenhauer (2005).
- L'Aube le soir ou la nuit (2007).
- Heureux les heureux (2013).
- Babylone (2016).

### Сценарії
- Jusqu'à la nuit (1983). Till Night.
- Le pique-nique de Lulu Kreutz (2000).
- Chicas (2010).
- Різанина (2011).

### Як акторка
- Que les gros salaires lèvent le doigt ! (1982).
- Jusqu'à la nuit (1983).
- À demain (1991).
- Loin (2001).

## Українські переклади
- Ясміна Реза. Божество різанини. З франц. переклав Іван Рябчій — Видавництво Анетти Антоненко, 2015. — 96 с. ISBN 978-617-7192-28-1[23]